# Chronologie des campagnes d'Alexandre le Grand
Sauf précision contraire, les dates de cet article sont sous-entendues « avant l'ère commune », c'est-à-dire « avant Jésus-Christ ».

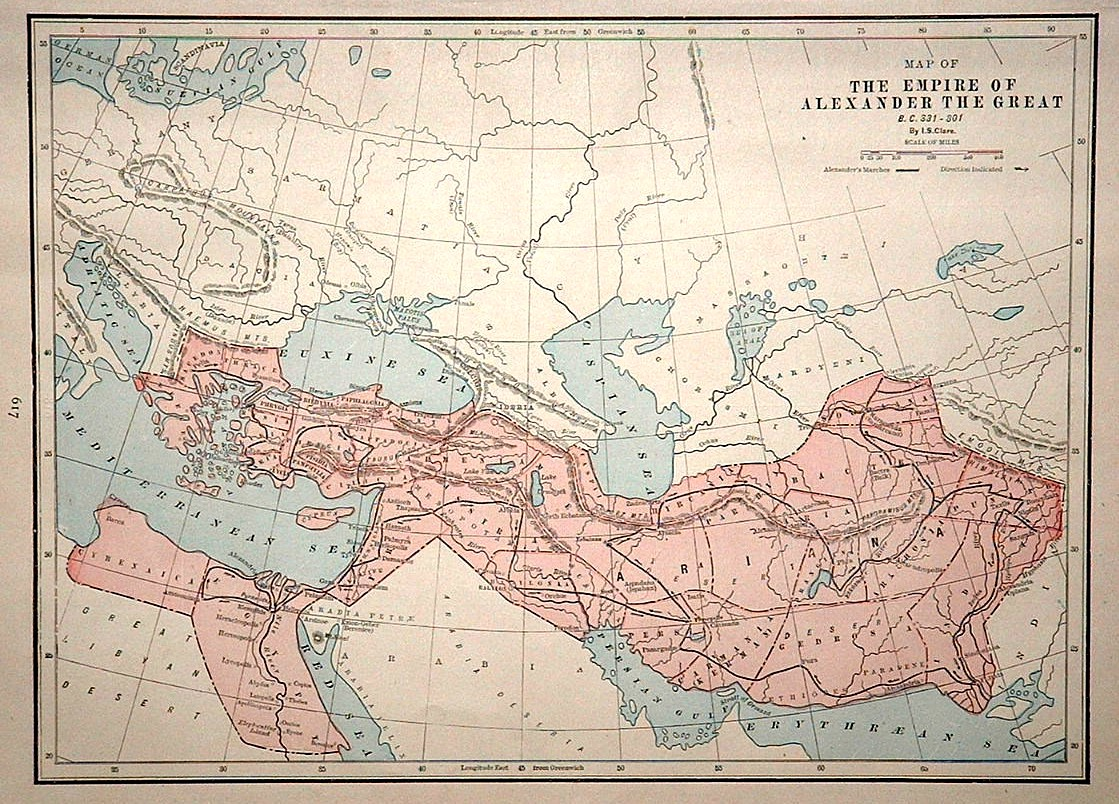
L’empire d'Alexandre le Grand à son apogée en 323 av. J.-C.

Les campagnes d'Alexandre le Grand sont une série de campagnes militaires dirigées par le roi de Macédoine Alexandre le Grand, entre 336 et 323 av. J.-C., contre successivement les Grecs coalisés (Athènes et Thèbes), les Perses achéménides, les satrapes perses insoumis et les Indiens du Pendjab. Au cours de son règne, Alexandre a mené des campagnes victorieuses contre divers autres peuples (Triballes, Sakas, Assacènes, Cosséens, etc.).
Le début du règne d'Alexandre est marqué par la lutte contre les tribus septentrionales qui menacent la Macédoine (Gètes, Triballes et Illyriens) et par la révolte de cités grecques qui s'achève en 335. La campagne d'Alexandre contre les Perses a été préparée par son père Philippe II et s'étend de 334 à 331, date à laquelle Darius III est vaincu. De 331 à 328, Alexandre soumet les satrapes rebelles en Haute Asie : Bessos, Oxyartès et Spitaménès. Pendant qu'Alexandre entreprend la conquête de l'Asie, Antipater, le régent de Macédoine, doit faire face à Sparte (331). Alexandre mène ensuite campagne contre les Sakas, apparentés aux Scythes (329), puis dans le Pendjab contre le roi indien Poros, vaincu en 327. Il soumet différents peuples de la vallée de l'Indus sur la route du retour à Babylone et mène une dernière campagne contre les Cosséens dans les monts Zagros (323).
Alexandre s'appuie sur une puissante armée macédonienne forgée par son père et des tactiques militaires efficaces pour remporter de grandes batailles rangées (Granique, Issos, Gaugamèles, Hydaspe) et de longs sièges (Halicarnasse, Tyr et Aornos). Il peut aussi compter sur des généraux expérimentés, comme Parménion ou Antigone, et des officiers de la même génération que lui, comme Héphaistion, Cratère, Ptolémée ou Perdiccas.

## Chronologie

### Campagnes septentrionales (336-335)
- Été 336 : Alexandre le Grand accède au trône de Macédoine après l'assassinat de son père Philippe II[1].
- Printemps 335 : Alexandre défait les Gètes puis les Triballes du roi Syrmos près du delta du Danube[2].
- Décembre 335 : Alexandre conclut victorieusement le siège de Pélion contre les tribus illyriennes (Dardaniens, Taulantiens et Autariates) dirigées par Clitos[3].

### Guerre contre les Grecs coalisés (335)
- Automne 335 : Athènes et Thèbes forment une coalition contre l'hégémonie macédonienne[2].
- Décembre 335 : Alexandre conclut avec succès le siège de Thèbes ; la cité est rasée tandis qu'Athènes est épargnée[4].

### Conquête de l'empire perse (334-331)

#### Conquête de l'Anatolie
- Décembre 335 : La Ligue de Corinthe fixe les modalités de l'expédition en Asie contre les Perses, où une tête de pont commandée par Parménion et Attale est déjà installée[5].
- Mai 334 : Alexandre débarque à la tête de ses troupes en Chersonèse de Thrace[6].
- Mai 334 : Alexandre défait les satrapes perses à la bataille du Granique ; les satrapes Spithridatès et Arsitès sont tués au combat[7].
- Printemps-automne 334 : Alexandre fait la conquête du littoral occidental d'Anatolie et prend Milet (été 334) ; le siège d'Halicarnasse se prolonge jusqu'au début 333.
- Hiver 334 : Alexandre s'empare de la Lycie sans grande résistance[8].
- Hiver 334 : Alexandre reçoit la soumission de la Pamphylie et de la Pisidie[9] ; puis il remonte vers la Phrygie et confie la prise de Kelainai à Antigone[10].
- Mars-juin 333 : Memnon de Rhodes, mercenaire grec au service des Perses, lance une contre-offensive dans les Cyclades ; il reprend Lemnos et Chios[11].
- Printemps 333 : Parvenu à Gordion en Phrygie, Alexandre y reçoit des renforts venus de Macédoine et de Grèce.
- Été 333 : Memnon de Rhodes meurt durant le siège de Mytilène[8].
- Octobre 333 : Alexandre conquiert la Cilicie et atteint les portes syriennes[12].
- Novembre 333 : Alexandre vainc l'armée perse commandée par Darius III à la bataille d'Issos en Cilicie. Le Grand roi fuit le champ de bataille en abandonnant sa famille[13].

#### Conquête de la Phénicie et de l'Égypte
- Hiver 333 : Délaissant la poursuite de Darius III, Alexandre marche vers la Phénicie[14]. Il désigne Antigone commandant des forces présentes en Anatolie afin de faire face à la contre-offensive perse dirigée par Nabarzanès[14].
- Hiver 333-332 : Alexandre soumet les cités phéniciennes d'Arados, de Marathos, de Sigôn, de Byblos et de Sidon[14].
- Janvier-août 332 : Alexandre assiège et prend Tyr ; les survivants sont réduits en esclavage. Alexandre obtient le ralliement des princes de Chypre et de Rhodes[14].
- Été 332 : Alexandre rejette les propositions de paix de Darius III[14]. La flotte perse est vaincue en mer Égée.
- Automne 332 : Sur la route de l'Égypte, Alexandre rencontre une forte résistance lors du siège de Gaza[15].
- Décembre 332 : Le satrape Mazakès livre l'Égypte à Alexandre sans combattre[16].

#### Campagne de Mésopotamie
- Printemps 331 : Alexandre quitte l'Égypte avec pour objectif d'occuper la Babylonie et de combattre l'armée perse[17].
- Juillet 331 : Alexandre traverse l'Euphrate à Thapsaque en profitant du repli du satrape Mazaios[18].
- Septembre 331 : Alexandre, plutôt que de marcher sur Babylone, remonte au nord et franchit le Tigre à la rencontre de l'armée perse[18].
- Octobre 331 : Alexandre défait l'armée perse commandée par Darius III à la bataille de Gaugamèles près d'Arbèles ; le Grand roi fuit le champ de bataille[18]. Alexandre se fait proclamer roi d'Asie à Arbèles.
- Octobre 331 : Alexandre reçoit la soumission de Babylone qui se rend sans combattre par l'intermédiaire de Mazaios[19].

### Guerre contre Sparte (333-331)
- Automne 333 : Agis III, roi de Sparte, rencontre Pharnabaze, commandant de la flotte perse[12]. Les Spartiates reçoivent des navires et organisent une expédition en Crète.
- Printemps 331 : Memnon, gouverneur de Thrace, se révolte contre la tutelle macédonienne. Agis III rassemble les cités du Péloponnèse et vainc le général macédonien Corragos.
- Automne 331 : Antipater, régent de Macédoine, défait Agis III à la bataille de Mégalopolis[20]. Sparte négocie la paix avec Alexandre[21].

### Poursuite de Darius et campagne contre les satrapes (331-328)
- Automne 331 : Alexandre lance la poursuite de Darius qui s'est enfui en Médie pour rallier les Hautes satrapies[22].
- Automne 331 : Alexandre obtient la reddition de la Susiane[22].
- Hiver 331 : Alexandre mène campagne en Perside. Il soumet les montagnards du pays des Ouxiens. Son avancée est freinée par Ariobarzanès aux Portes persiques[23].
- Janvier 330 : Alexandre atteint Persépolis, où un incendie éclate en mai 330[23].
- Mai 330 : Alexandre soumet les populations de Paraitacène (Médie) puis atteint Ecbatane, où il déclare la fin de la « guerre panhellénique », libérant les contingents de la ligue de Corinthe[20].
- Été 330 : Darius s'enfuit en Hyrcanie. Alexandre se lance à sa poursuite, confiant le gros de l'armée à Cratère[20]. Darius est assassiné par Bessos qui se proclame roi des Perses sous le nom d'Artaxerxès V[24].
- Octobre 330 : Alexandre fait exécuter Philotas, commandant de la cavalerie, et son père Parménion[25].
- Automne 330 : Alexandre soumet les populations montagnardes d'Hyrcanie (Tapouriens et Mardes)[24]. Il reçoit la soumission formelle de l'Arie par le satrape Satibarzanès[26] puis soumet la Drangiane[26].
- Octobre-novembre 330 : L'Arie se révolte contre les Macédoniens. Satibarzanès est définitivement vaincu par un corps expéditionnaire[27].
- Décembre 330 : Alexandre mène campagne en Arachosie contre le satrape rebelle Barsantès[27].
- Avril-mai 329 : Alexandre soumet les Paropomisades (peuplade de l'Hindou Kouch)[27].
- Juin 329 : Alexandre s'empare de Bactres puis traverse l'Amou-Daria pour parvenir en Sogdiane. Samarcande est prise sans combats. Bessos est capturé puis exécuté[28].
- Été 329 : Spitaménès dirige la révolte de la Sogdiane et défait les Macédoniens à la bataille du Polytimète. Alexandre mène la répression et fait détruire Cyropolis[28].
- Été 329 : Alexandre traverse le Syr-Daria et défait les Sakas, un peuple scythe[29].
- Hiver 329 : Alexandre marche contre Spitaménès qui assiège Samarcande[29].
- Printemps 328 : Alexandre obtient le ralliement des Chorasmiens. Cratère réduit les derniers îlots de résistance en Bactriane[30].
- Décembre 328 : Spitaménès est vaincu et tué en Sogdiane. Oxyartès se rallie à Alexandre qui épouse sa fille Roxane[30].

### Campagne d'Inde (327-325)
- Avril 327 : Alexandre quitte Bactres à la tête d'une immense armée afin de marcher vers l'Inde[31].
- Printemps 327 : Alexandre traverse l'Hindou Kouch et se rend à Alexandrie-du-Caucase. Il y reçoit le renfort de Taxilès, raja de Taxila, qui appelle à lutter contre Pôros, qui souhaite soumettre tout le Pendjab[32].
- Été 327 : Alexandre charge Héphaistion et Perdiccas de soumettre les peuples de la rive sud du Cophen dans la vallée de l'actuel Kaboul, tandis qu'il s'occupe de la rive septentrionale.
- Été 327 : Alexandre fait face à la conjuration des pages. Callisthène est emprisonné[33].
- Printemps 326 : Alexandre est confronté dans le Gandhara à la résistance des Assacènes[34]. Leur capitale, Massaga, est prise à l'issue d'un siège durant lequel Alexandre est blessé.
- Avril 326 : Alexandre prend la place forte d'Aornos aux Assacènes[34].
- Printemps 326 : Alexandre franchit l'Indus. L'armée séjourne un mois à Taxila. Alexandre décide d'attaquer Poros[34].
- Juillet 326 : Alexandre défait Poros à la bataille de l'Hydaspe mais le laisse à la tête de son royaume[35].
- Été 326 : Alexandre soumet les peuples de l'est du Pendjab, dont les Arattas, et cherche à faire une démonstration de force face aux Nanda de Patna[36].
- Octobre 326 : L'armée d'Alexandre refuse d'avancer plus loin sur le fleuve Hyphase[36]. Il construit douze autels sur place, puis il repart.
- Automne 326 : À la tête d'une flotte, Alexandre descend l'Hydaspe puis l'Acésine afin de rejoindre l'Indus[36]. Cratère longe la rive droite de l'Indus tandis qu'Héphaistion, avec le gros de l'armée, descend le long de la rive gauche.
- Novembre 326 : Alexandre soumet les Cathéens, les Malliens et les Oxydraques qui se sont soulevés. Il est gravement blessé[37] et doit suspendre l'expédition, probablement jusqu'au printemps 325.
- Hiver 326 : Alexandre confie à Peithon une campagne de répression contre les Malliens[38].
- Printemps 325 : Alexandre atteint Patala à l'embouchure de l'Indus[39].

### Retour d'Inde et dernières campagnes (325-323)
- Juillet 325 : Pour le retour vers Babylone, Alexandre divise son armée en trois corps. Cratère prend la route de l'Arachosie et de la Drangiane au nord ; Néarque est chargé d'emprunter la route maritime jusqu'à l'embouchure du Tigre et de l'Euphrate ; Alexandre longe la côte de la Gédrosie[40].
- Été 325 : Les Arabites (région de Karachi) capitulent sans combattre. Alexandre traverse la Gédrosie par le désert du Makran et subit de nombreuses pertes[41]. Les Gédrosiens et les Orites se révoltent[40].
- Décembre 325 : Alexandre fait sa jonction en Carmanie avec Cratère et Néarque[42].
- Hiver 325 : Alexandre organise des purges parmi les satrapes et gouverneurs jugés déloyaux[43].
- Janvier 324 : De Carmanie Alexandre se rend à Pasargades tandis qu'Héphaistion poursuit le voyage avec le gros de l'armée le long des côtes de Perside.
- Février-mars 324 : Alexandre célèbre les noces de Suse entre 10 000 Gréco-Macédoniens et des femmes perses et mèdes. Il épouse Stateira, fille aînée de Darius III et Parysatis, une fille d'Artaxerxès III[44].
- Printemps 324 : Une mutinerie éclate dans l'armée à Opis, au nord de Babylone, contre la place nouvelle accordée aux troupes asiatiques.
- Printemps 324 : Alexandre prévoit de remplacer Antipater par Cratère à la tête de la régence en Macédoine[45].
- Été 324 : Harpale, le trésorier en fuite, rallie Athènes ; la cité choisit une politique de prudence envers la Macédoine[45].
- Hiver 324 : Héphaistion meurt à Ecbatane ; le titre de chiliarque revient à Perdiccas[46].
- Hiver 324-323 : Alexandre mène une campagne contre les Cosséens dans les monts Zagros[46].
- Printemps 323 : Alexandre parvient à Babylone où il reçoit des ambassadeurs grecs, cyrénéens, carthaginois, étrusques et celtes[46].
- Printemps 323 : Peucestas, satrape de Perside, amène 20 000 jeunes Perses pour qu'ils soient intégrés à la phalange[46].
- Mai 323 : Alexandre prépare une expédition en Arabie pour contrôler les voies commerciales[47].
- 11 juin 323 : Alexandre meurt à Babylone, probablement d'une crise de paludisme[48]. Le partage de son empire donne lieu aux guerres des Diadoques (322-281).

## Sources antiques
- Arrien, Anabase [lire en ligne] ; Inde ;
- Diodore de Sicile, Bibliothèque historique [détail des éditions] [lire en ligne], XVII ;
- Justin, Abrégé des Histoires philippiques de Trogue Pompée [détail des éditions] [lire en ligne] ;
- Quinte-Curce, L'Histoire d'Alexandre le Grand [lire en ligne] ;
- Plutarque, Vies parallèles [détail des éditions] [lire en ligne], Alexandre.